# Sang et Lumières (film)
Pour plus de détails, voir Fiche technique et Distribution.
Sang et Lumières est un film franco-espagnol réalisé par Georges Rouquier et Ricardo Muñoz Suay (es), sorti en 1954, adaptation du roman éponyme de Joseph Peyré.

## Synopsis
Le matador Ricardo veut mettre un terme à sa carrière. Son impresario et sa maîtresse parviennent à le dissuader et à lui faire signer deux contrats.

## Fiche technique
- Titre : Sang et Lumières
- Réalisation : Georges Rouquier et Ricardo Muñoz Suay (es), assisté de Marcel Camus et Jacques Deray
- Scénario : Maurice Barry, d'après le roman de Joseph Peyré
- Dialogues : Michel Audiard
- Photographie : Maurice Barry
- Son : William-Robert Sivel
- Décors : Robert Giordani, Francisco Canet Cubel
- Musique : Raymond Legrand
- Montage : Christian Gaudin
- Production : Jacques Bar, Ignace Morgenstern
- Sociétés de production : Cité Films - Cocinor
- Pays de production :  France,  Espagne
- Format : Couleur (Eastmancolor) - 1,37:1 - 35 mm - Son mono
- Genre : Drame
- Durée : 98 minutes
- Date de sortie : 
  - France : 14 mai 1954

## Distribution
- Daniel Gélin : Ricardo
- Zsa Zsa Gabor : Milena
- Henri Vilbert : Noguera
- Jacques Dufilho : Chispa
- Christine Carère : Pili
- Arnoldo Foà : Riera

## Distinctions
Le film a été présenté en sélection officielle en compétition au Festival de Cannes 1954.